# Vasîlkiv, Șpola
Vasîlkiv (în ucraineană Васильків) este o comună în raionul Șpola, regiunea Cerkasî, Ucraina, formată numai din satul de reședință.

## Demografie
Componența lingvistică a comunei Vasîlkiv
     Ucraineană (98,51%)
     Rusă (1,06%)
     Alte limbi (0,3%)
Conform recensământului din 2001, majoritatea populației comunei Vasîlkiv era vorbitoare de ucraineană (98,51%), existând în minoritate și vorbitori de rusă (1,06%).